# 江莉莉
江莉莉（1964年—）是一位新加坡华人地理学家，新加坡管理大学校长。

## 生平
1964年出生于新加坡，1986年获得新加坡国立大学学士学位，1988年获得同校硕士学位，1991年获得伦敦大学学院博士学位。同年回国担任新加坡国立大学地理系助教，1995年升任艺术与社会科学系副院长，2000年升任院长。2008年担任新加坡国立大学亚洲研究所所长。2015年9月加入新加坡管理大学担任教务长兼常务副校长，2019年升任校长。

## 荣誉
2020年9月被《福布斯》评为2020年25位亚洲最具影响力女性企业家之一。